# توماس آدلر
توماس آدلر (انگلیسی: Thomas Adler؛ زادهٔ ۲۳ ژانویهٔ ۱۹۶۵) بازیکن سابق فوتبال اهل آلمان است. آدلر در طول دوران حرفه‌ای خود ۱۹ بازی در بوندس‌لیگا انجام داد.